# High’n’Dry World Tour
High'n'Dry World Tour – trzecia trasa koncertowa zespołu muzycznego Def Leppard, w jej trakcie odbyło się 131 koncertów.

## Program koncertów

### Wariant 1
1. "On Through the Night"
2. "It Could Be You"
3. "It Don’t Matter"
4. "Another Hit & Run"
5. "Lady Strange"
6. "When the Walls Came Tumbling Down"
7. "Mirror, Mirror (Look Into My Eyes)"
8. "Rock Brigade"
9. "You Got Me Runnin"
10. "Answer to the Master"
11. "Overture"
12. "High 'n' Dry (Saturday Night)"
13. "Let It Go"
14. "Wasted"
15. "No No No"
16. "Rocks Off"

### Wariant 2
1. "On Through the Night"
2. "It Could Be You"
3. "It Don’t Matter"
4. "Another Hit & Run"
5. "Lady Strange"
6. "Let It Go"
7. "Wasted"

### Wariant 3 (Barcelona)
1. "Rocks Off"
2. "It Could Be You"
3. "It Don’t Matter"
4. "Another Hit & Run"
5. "Rock Brigade"
6. "You Got Me Runnin'"
7. "Answer to the Master"
8. "Lady Strange"
9. "Let It Go"
10. "Wasted"

### Wariant 4
1. "Rocks Off"
2. "It Could Be You"
3. "It Don’t Matter"
4. "Another Hit & Run"
5. "Rock Brigade"
6. "Answer to the Master"
7. "Lady Strange"
8. "Let It Go"
9. "Wasted"

### Wariant 5
1. "On Through the Night"
2. "It Could Be You"
3. "It Don’t Matter"
4. "Another Hit & Run"
5. "Lady Strange"
6. "When the Walls Came Tumbling Down"
7. "Mirror, Mirror (Look Into My Eyes)"
8. "Rock Brigade"
9. "Overture"
10. "High 'N' Dry (Saturday Night)"
11. "Let It Go"
12. "Wasted"
13. "No No No"
14. "Rocks Off"

### Wariant 6
1. "On Through the Night"
2. "It Could Be You"
3. "It Don’t Matter"
4. "Another Hit & Run"
5. "Lady Strange"
6. "When the Walls Came Tumbling Down"
7. "Mirror, Mirror (Look Into My Eyes)"
8. "Rock Brigade"
9. "Overture"
10. "High 'N' Dry (Saturday Night)"
11. "Let It Go"
12. "Wasted"
13. "Rocks Off"

### Wariant 7
1. "On Through the Night"
2. "It Could Be You"
3. "It Don’t Matter"
4. "Another Hit & Run"
5. "Lady Strange"
6. "Mirror, Mirror (Look Into My Eyes)"
7. "Rock Brigade"
8. "Overture"
9. "High 'N' Dry (Saturday Night)"
10. "Let It Go"
11. "Wasted"
12. "Rocks Off"

### Wariant 8
1. "On Through the Night"
2. "It Could Be You"
3. "It Don’t Matter"
4. "Another Hit & Run"
5. "Lady Strange"
6. "Rock Brigade"
7. "High'n'Dry (Saturday Night)"

### Wariant 9
1. "On Through the Night"
2. "It Could Be You"
3. "It Don’t Matter"
4. "Another Hit & Run"
5. "Lady Strange"
6. "Rock Brigade"
7. "High'n'Dry (Saturday Night)"
8. "Let It Go"
9. "Wasted"

## Lista koncertów
1. 3 czerwca 1981 – Göteborg, Szwecja – Scandinavium
2. 10 czerwca 1981 – Essen, Niemcy – Gruga Hall
3. 11 czerwca 1981 – Boulogne-Billancourt, Francja – The Patinoire
4. 12 czerwca 1981 – Lille, Francja – St. Sauveur Sports Palace
5. 13 czerwca 1981 – Rotterdam, Holandia – Ahoy Rotterdam
6. 14 czerwca 1981 – Hanower, Niemcy – Lower Saxony Hall
7. 16 czerwca 1981 – Würzburg, Niemcy – Carl Diem Hall
8. 17 czerwca 1981 – Kockelscheuer, Luksemburg – The Patinoire
9. 18 czerwca 1981 – Kolonia, Niemcy – Cologne Sports Hall
10. 19 czerwca 1981 – Bruksela, Belgia – Forest National
11. 21 czerwca 1981 – Colmar, Francja – Colmar Outdoor Theatre
12. 23 czerwca 1981 – Sindelfingen, Niemcy – Sildenfingen Convention Hall
13. 25 czerwca 1981 – Hamburg, Niemcy – Ernst-Merck-Halle
14. 26 czerwca 1981 – Frankfurt, Niemcy – Frankfurt Festival Hall
15. 27 czerwca 1981 – Monachium, Niemcy – Rudi Sedlmayer Hall
16. 29 czerwca 1981 – Eppelheim, Niemcy – Rhine Neckar Hall
17. 30 czerwca 1981 – Lozanna, Szwajcaria – Beaulieu Palace
18. 1 lipca 1981 – Grenoble, Francja - Alpexpo
19. 3 lipca 1981 – Barcelona, Hiszpania – Plaza Monumental de Barcelona
20. 4 lipca 1981 – Madryt, Hiszpania – Roman Valero Stadium
21. 5 lipca 1981 – San Sebastián, Hiszpania – Velódromo de Anoeta
22. 13 lipca 1981 – Bristol, Anglia – Colston Hall
23. 14 lipca 1981 – Birmingham, Anglia – Birmingham Odeon
24. 15 lipca 1981 – Ipswich, Anglia – Ipswich Gaumont Theatre
25. 16 lipca 1981 – Derby, Anglia – Derby Assembly Hall
26. 17 lipca 1981 – Bradford, Anglia – St. George’s Hall
27. 18 lipca 1981 – Newcastle, Anglia – Newcastle City Hall
28. 19 lipca 1981 – Edynburg, Szkocja – Edinburgh Theatre
29. 20 lipca 1981 – Sheffield, Anglia – Sheffield City Hall
30. 22 lipca 1981 – Liverpool, Anglia – Liverpool Royal Court Theatre
31. 23 lipca 1981 – Manchester, Anglia – Manchester Apollo
32. 24 lipca 1981 – Wolverhampton, Anglia – Wolverhampton Civic Hall
33. 25 lipca 1981 – Londyn, Anglia – Hammersmith Odeon
34. 2 sierpnia 1981 – New Haven, Connecticut, USA – New Haven Coliseum
35. 4 sierpnia 1981 – Glens Falls, Nowy Jork, USA – Glens Falls Civic Arena
36. 5 sierpnia 1981 – Portland, Maine, USA – Cumberland County Civic Arena
37. 6 sierpnia 1981 – Bangor, Maine, USA – Bangor Auditorium
38. 7 sierpnia 1981 – Providence, Rhode Island, USA – Ocean State Theater
39. 8 sierpnia 1981 – South Fallsburg, Nowy Jork, USA – Music Mountain Theater
40. 9 sierpnia 1981 – South Yarmouth, Massachusetts, USA – Cape Cod Coliseum
41. 11 sierpnia 1981 – Pittsburgh, Pensylwania, USA – Stanley Theater
42. 12 sierpnia 1981 – Utica, Nowy Jork, USA – Utica Memorial Auditorium
43. 13 sierpnia 1981 – Binghamton, Nowy Jork, USA – Broome County Veterans Memorial Arena
44. 14 sierpnia 1981 – Hempstead, Nowy Jork, USA – Nassau Coliseum
45. 15 sierpnia 1981 – Asbury Park, New Jersey, USA – Asbury Park Convention Hall
46. 16 sierpnia 1981 – Columbia, Maryland, USA – Merriweather Post Pavilion
47. 18 sierpnia 1981 – Norfolk, Wirginia, USA – The Premier Theater
48. 19 sierpnia 1981 – Roanoke, Wirginia, USA – Roanoke Civic Coliseum
49. 21 sierpnia 1981 – Evansville, Indiana, USA – Mesker Music Theater
50. 22 sierpnia 1981 – Hoffman Estates, Illinois, USA – Poplar Creek Music Theater
51. 23 sierpnia 1981 – East Troy, Wisconsin, USA – Alpine Valley Music Theatre
52. 24 sierpnia 1981 – Ashwaubenon, Wisconsin, USA – Brown County Veterans Memorial Arena
53. 25 sierpnia 1981 – Davenport, Iowa, USA – Palmer College Auditorium
54. 27 sierpnia 1981 – Fort Wayne, Indiana, USA – Foellinger Theater
55. 28 sierpnia 1981 – Indianapolis, Indiana, USA – Circle Theater
56. 29 sierpnia 1981 – South Bend, Indiana, USA – Morris Civic Auditiorium
57. 30 sierpnia 1981 – Grand Rapids, Michigan, USA – Welsh Auditorium
58. 31 sierpnia 1981 – Clarkston, Michigan, USA – Pine Knob Music Theater
59. 2 września 1981 – Springfield, Massachusetts, USA – Prairie Capital Convention Center Arena
60. 3 września 1981 – Memphis, Tennessee, USA – Memphis Orpheum Theater
61. 4 września 1981 – Atlanta, Georgia, USA – The Fox Theater
62. 9 września 1981 – Tampa, Floryda, USA – Curtis Hixon Hall
63. 10 września 1981 – Fort Pierce, Floryda, USA – St. Lucie County Civic Arena
64. 11 września 1981 – Sunrise, Floryda, USA – Sunrise Musical Theater
65. 12 września 1981 – Sunrise, Floryda, USA – Sunrise Musical Theater
66. 13 września 1981 – Daytona Beach, Floryda, USA – Peabody Auditorium
67. 15 września 1981 – Gainesville, Georgia, USA – Brenau Downtown Center
68. 18 września 1981 – Charlotte, Karolina Północna, USA – Charlotte Coliseum
69. 19 września 1981 – Chapel Hill, Karolina Północna, USA – Carmichael Auditorium
70. 24 września 1981 – Pittsburgh, Pensylwania, USA – Stanley Theater
71. 25 września 1981 – Trotwood, Ohio, USA – Hara Arena
72. 26 września 1981 – Columbus, Ohio, USA – Columbus Veterans Memorial Auditorium
73. 27 września 1981 – Huntington, Wirginia Zachodnia, USA – Huntington Civic Arena
74. 29 września 1981 – Toledo, Ohio, USA – Toledo Sports Arena
75. 30 września 1981 – Cleveland, Ohio, USA – Cleveland Music Hall
76. 1 października 1981 – Rochester, Nowy Jork, USA – Rochester Auditorium Theater
77. 2 października 1981 – Albany, Nowy Jork, USA – Albany Palace Theater
78. 3 października 1981 – Boston, Massachusetts, USA – Boston Orpheum Theater
79. 5 października 1981 – Waszyngton, USA – Warner Theater
80. 6 października 1981 – Towson, Maryland, USA – Towson Arena
81. 8 października 1981 – Bethlehem, Pensylwania, USA – Stabler Arena
82. 9 października 1981 – Filadelfia, Pensylwania, USA – The Tower Theater
83. 10 października 1981 – Nowy Jork, Nowy Jork, USA – The Palladium
84. 11 października 1981 – Waterbury, Connecticut, USA – Waterbury Palace Theater
85. 13 października 1981 – Reno, Nevada, USA – Centennial Coliseum
86. 14 października 1981 – Bloomington, Minnesota, USA – Bloomington Met Center
87. 16 października 1981 – Kansas City, Missouri, USA – Kansas City Memorial Hall
88. 17 października 1981 – St. Louis, Missouri, USA – Kiel Auditorium
89. 18 października 1981 – Lincoln, Nebraska, USA – Pershing Memorial Auditorium
90. 19 października 1981 – Quincy, Illinois, USA – Quincy University Gym
91. 21 października 1981 – Madison, Wisconsin, USA – Dane County Veterans Memorial Auditorium
92. 22 października 1981 – South Bend, Indiana, USA – Morris Civic Auditorium
93. 23 października 1981 – Chicago, Illinois, USA – The Aragon Ballroom
94. 24 października 1981 – Davenport, Iowa, USA – Palmer College Auditorium
95. 26 października 1981 – Colorado Springs, Kolorado, USA – Colorado Springs City Auditorium
96. 27 października 1981 – Denver, Kolorado, USA – The Rainbow Music Hall
97. 28 października 1981 – Salt Lake City, Utah, USA – Salt Palace
98. 29 października 1981 – Boise, Idaho, USA – nieznane miejsce koncertu
99. 30 października 1981 – Missoula, Montana, USA – Adams Field House
100. 3 listopada 1981 – Seattle, Waszyngton, USA – Moore Theater
101. 4 listopada 1981 – Portland, Oregon, USA – The Paramount Theater
102. 6 listopada 1981 – Sacramento, Kalifornia, USA – Sacramento Memorial Auditorium
103. 7 listopada 1981 – Oakland, Kalifornia, USA – Oakland Civic Arena
104. 8 listopada 1981 – Santa Cruz, Kalifornia, USA – Santa Cruz Civic Auditorium
105. 11 listopada 1981 – San Bernardino, Kalifornia, USA – Orange Showgrounds Commercial Building
106. 12 listopada 1981 – Bakersfield, Kalifornia, USA – Bakersfield Civic Auditorium
107. 13 listopada 1981 – San Diego, Kalifornia, USA – The Fox Theater
108. 14 listopada 1981 – Santa Monica, Kalifornia, USA – Santa Monica Civic Auditorium
109. 15 listopada 1981 – Chandler, Arizona, USA – Compton Terrace
110. 17 listopada 1981 – El Paso, Teksas, USA – El Paso County Coliseum
111. 18 listopada 1981 – Lubbock, Teksas, USA – Lubbock Municipal Coliseum
112. 19 listopada 1981 – Dallas, Teksas, USA – Dallas Winter Garden Theater
113. 20 listopada 1981 – Corpus Christi, Teksas, USA – The Ritz Music Hall
114. 21 listopada 1981 – Houston, Teksas, USA – Houston Music Hall
115. 22 listopada 1981 – San Antonio, Teksas, USA – San Antonio Convention Center
116. 27 listopada 1981 – Wiesbaden, Niemcy – Rhine Hall
117. 28 listopada 1981 – Neunkirchen, Niemcy – Hemerlein Hall
118. 29 listopada 1981 – Friedrichshafen, Niemcy – Friedrichshafen City Hall
119. 30 listopada 1981 – Saarbrücken, Niemcy – Saarland Hall
120. 1 grudnia 1981 – Rüsselsheim, Niemcy – Walter Kobel Hall
121. 2 grudnia 1981 – Karlsruhe, Niemcy – Blackwood Hall
122. 3 grudnia 1981 – Ludwigshafen, Niemcy – Friedrich Ebert Hall
123. 4 grudnia 1981 – Monachium, Niemcy - Rudi Sedlmayer Hall
124. 5 grudnia 1981 – Lozanna, Szwajcaria - Beaulieu Palace Theatre
125. 6 grudnia 1981 – Clermont-Ferrand, Francja – Clermont Ferrand Sports Hall
126. 7 grudnia 1981 – Nogent, Francja – Baltard Pavillon
127. 8 grudnia 1981 – Strasburg, Francja – Rhenus Hall
128. 9 grudnia 1981 – Lille, Francja - St. Sauveur Sports Palace
129. 11 grudnia 1981 – Bruksela, Belgia - National Forest
130. 12 grudnia 1981 – Amsterdam, Holandia – Jaap Eden Hall
131. 13 grudnia 1981 – Essen, Niemcy - Gruga Hall

## Artyści supportujący Def Leppard
- Rainbow
- UFO
- Lionheart
- Mother
- Ozzy Osbourne
- Randy Rhoads
- Joe Perry
- Blackfoot
- Johnny Van Zant
- Gary Moore
- Judas Priest
- Accept